# Winterschlaf (Film)
Winterschlaf (Originaltitel: Kış Uykusu) ist ein türkischer Spielfilm von Nuri Bilge Ceylan aus dem Jahr 2014. Das in Kappadokien angesiedelte Drama wurde beim Filmfestival von Cannes mit der Goldenen Palme ausgezeichnet.

## Handlung
Der Protagonist von Winterschlaf ist der ehemalige Schauspieler Aydın, der in der anatolischen Provinz ein Hotel führt, Kolumnen für die Lokalzeitung schreibt und seit langer Zeit ein Buch über die Geschichte des türkischen Theaters plant, ohne je einen Satz davon geschrieben zu haben. Er ist wohlhabend und gebildet, behandelt aber die Menschen in seiner Umgebung herablassend und belehrend. Aydın ist zu sehr von sich eingenommen, um zu bemerken, dass er damit auf Ablehnung stößt. Doch mit dem einsetzenden Winter treten die Konflikte mit seinem Umfeld offen zutage.
Der schwelende Konflikt mit einer in Not geratenen Familie, die die Miete für eins von Aydıns Häusern nicht mehr aufbringen kann, interessiert ihn nur so weit, als dass er ihn zu philosophischen Abhandlungen über Armut, Kultur und Moral anregt. Mehr und mehr verwickelt er sich in endlose Wortgefechte über Gerechtigkeit, Schuld und Moral mit seiner Schwester Necla und seiner jungen Frau Nihal, die beide von ihm abhängig sind, an ihrer sinnlosen Existenz in der Einsamkeit der Provinz verzweifeln und ihm die Schuld daran geben, aber den Schritt in ein eigenes Leben nicht wagen. Den Versuch seiner Frau, sich in der Nachbarschaft wohltätig zu engagieren, macht Aydın zunichte, nachdem sie ihm erklärt hat, dass sie seine Beteiligung daran nicht wünscht.
Desillusioniert gibt er vor, nach Istanbul zu gehen. Tatsächlich schlüpft er aber bei dem befreundeten alten Bauern Suavi in der Umgebung unter. Währenddessen bietet Nihal der verarmten Familie viel Geld zur Bezahlung ihrer Schulden an. Das Familienoberhaupt Ismail jedoch glaubt, dass sie dadurch nur ihr schlechtes Gewissen reinwaschen will, und wirft das Geld mit gekränktem Stolz ins Feuer. Nihal bricht verzweifelt in Tränen aus.
Während eines Trinkgelages von Aydın, Suavi und dem Dorflehrer Levent stellt sich heraus, dass auch diese beiden Menschen einsam und vom Leben enttäuscht sind. Aydın kehrt daraufhin zu seiner Schwester und seiner Frau zurück. In einem inneren Monolog erkennt er die Sinnlosigkeit und Ausweglosigkeit seiner Existenz. Am Ende sieht man, wie Aydın beginnt, sein Buch zu schreiben.

## Kritik
Susanne Ostwald schrieb in der Neuen Zürcher Zeitung zur Vergabe der Goldenen Palme an Winterschlaf: „Das hochintelligente Konversationsstück hat brillante Dialoge, hervorragende Darsteller und ist ungemein souverän inszeniert.“
Hannah Pilarczyk schrieb im Spiegel: „Mit seinem majestätischen Drei-Stunden-Drama Winter Sleep bestätigt Nuri Bilge Ceylan seinen Ruf als Meister des subtilen Sittenbilds seiner türkischen Heimat. […] Zusammen mit seiner Ehefrau Ebru, die wie schon bei ‚Once Upon A Time‘ auch hier das Drehbuch mitverfasste, triumphiert Ceylan als einer der herausragenden Dialogschreiber seiner Zeit.“
Dan Fainaru vom Screen International befand, dass die Besetzung von Winterschlaf mit einer solchen Präzision und Gefühl spiele, dass selbst Bergman applaudiert hätte.
Michael Sennhauser bemerkte in SRF Online: „Winter Sleep ist für Ceylans Verhältnisse ein überraschend redseliger Film. Andauernd wird Moral verhandelt, Gerechtigkeit und richtiges Handeln. Und andauernd passiert das Gegenteil. […] Winter Sleep ist wieder einmal einer jener Filme, deren grausame Schönheit lange genug nachwirkt, um sie zu einem Teil des eigenen Lebens zu machen“. Michael Kienzl schrieb in Critic.de: „In fein orchestrierten Streitsymphonien widmet sich Nuri Bilge Ceylan komplexen Machtverhältnissen. […] Immer wieder findet Ceylan einen Weg, stereotype Konflikte auf spannende Weise aufzulösen.“
Epd Film lobte Winterschlaf. Für ihre „herbe, sehr langsam sich entfaltende Charakterstudie“ haben die beiden Autoren sich „von den Werken Tschechows inspirieren lassen. Die epische Breite wie die Tiefe, mit der sie Machtstrukturen analysieren,“ atme „aber auch den Geist der Königsdramen Shakespeares“. Die „geradezu chirurgische Präzision, mit der die Isolation von Menschen innerhalb ihrer Beziehungen wie mit einem Skalpell Stück für Stück offengelegt“ werde, erinnere an Ingmar Bergman.

## Auszeichnungen
Neben der Goldenen Palme auf den Filmfestspielen von Cannes gewann Winterschlaf dort auch den FIPRESCI-Preis. Im selben Jahr folgten drei Nominierungen für den Europäischen Filmpreis (Film, Regie, Drehbuch).